# Bergeronnette de forêt
Dendronanthus indicus
Genre
Espèce
Statut de conservation UICN

 LC  : Préoccupation mineure
La Bergeronnette de forêt (Dendronanthus indicus) est une espèce d'oiseaux de la famille des Motacillidae, la seule représentante du genre Dendronanthus.

## Répartition
Cet oiseau vit en Manchourie et l'Asie de l'Est ; il hiverne dans le sud de l'Inde et de la Chine et en Asie du Sud-Est.

## Description
La bergeronnette de forêt mesure jusqu'à 16 cm de long.

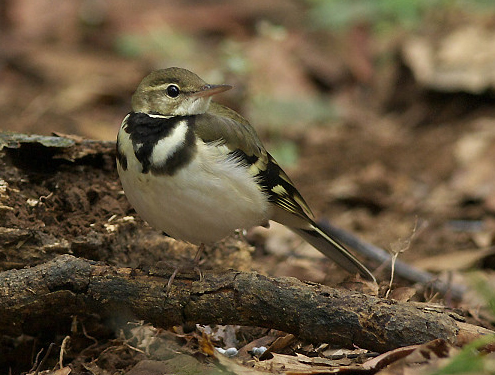

Le dessus de son corps est jaune-verdâtre, le dessous tout blanc avec une bande pectorale noire. Le bord des ailes est noir et blanc.